# 하블리치쿠프브로트구

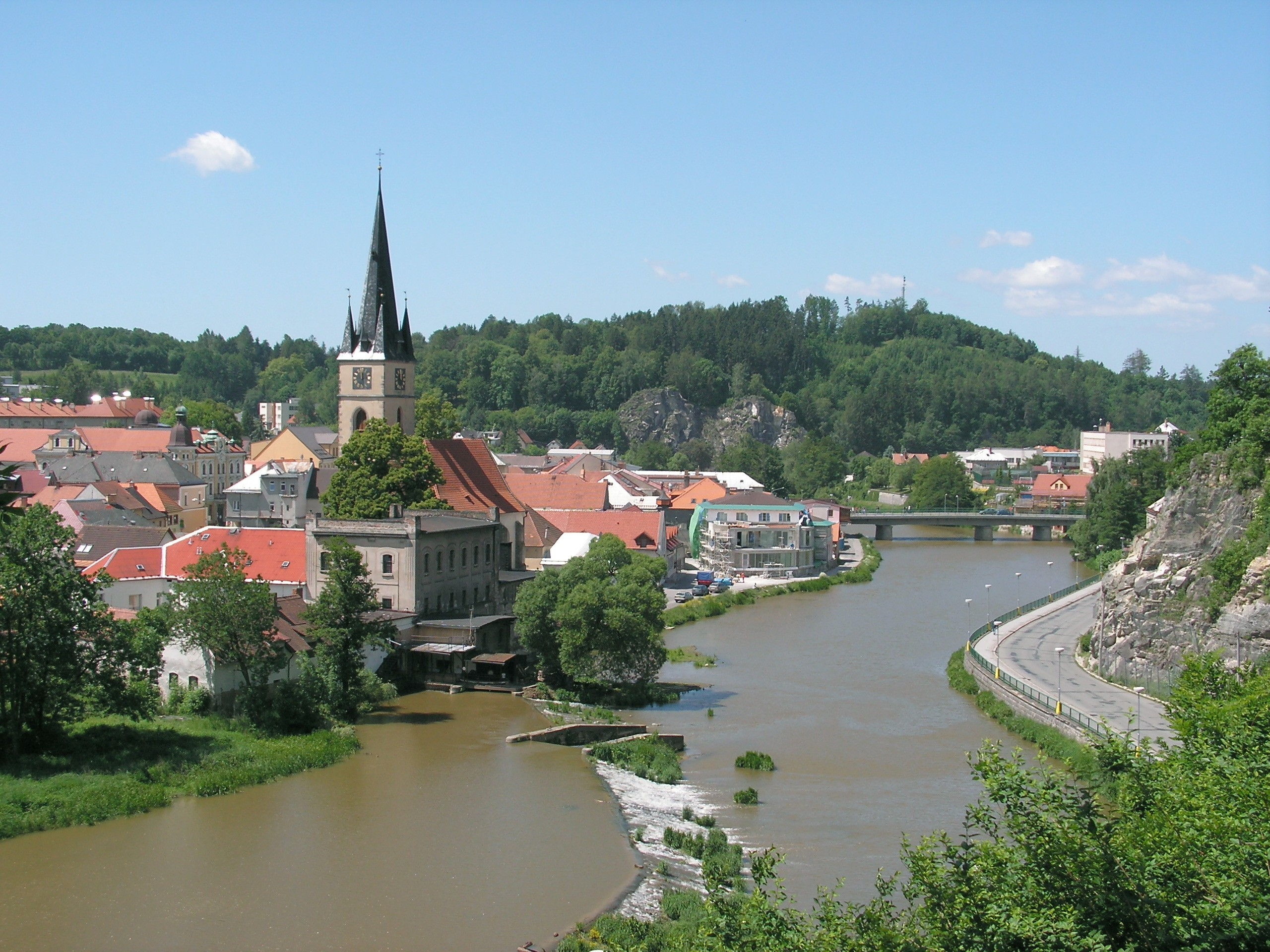
하블리치쿠프브로트구 레데치나트사자보우

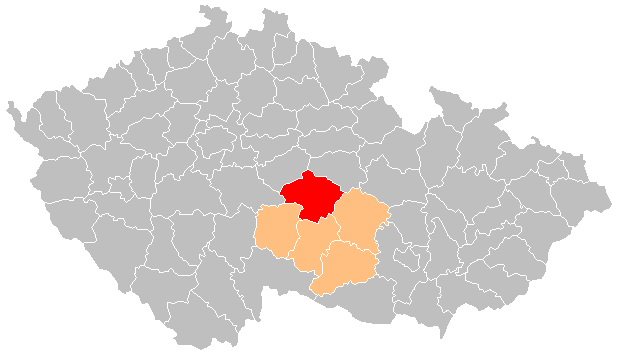
하블리치쿠프브로트구의 위치

하블리치쿠프브로트구(체코어: Okres Havlíčkův Brod)는 체코 비소치나주를 구성하는 5개 구 가운데 하나로 행정 중심지는 하블리치쿠프브로트이며 면적은 1,264.95km2, 인구는 94,732명(2019년 1월 1일 기준), 인구 밀도는 240명/km2이다.
비소치나주 북부에 위치하며 120개 지방 자치체(17개 시, 103개 마을)를 관할한다. 비소치나주 주댜르나트사자보우구, 이흘라바구, 펠흐르지모프구, 중앙보헤미아주 베네쇼프구, 쿠트나호라구, 파르두비체주 흐루딤구와 접한다.